# Finaloniscus berberensis
Finaloniscus berberensis är en kräftdjursart som beskrevs av Albert Vandel 1959. Finaloniscus berberensis ingår i släktet Finaloniscus och familjen Trichoniscidae. Inga underarter finns listade i Catalogue of Life.